# کوردیسبورگو
کوردیسبورگو (به پرتغالی: Cordisburgo) یک منطقهٔ مسکونی در برزیل است که در میناز ژرایس واقع شده‌است. کوردیسبورگو ۸٬۸۹۷ نفر جمعیت دارد.